# 이케다 후토시
이케다 후토시(일본어: 池田 太, 1970년 10월 4일 ~ )는 일본의 은퇴한 축구 선수이자 현 축구 지도자로 현역 시절 우라와 레즈에서 수비수로 활동했다.

## 구단 경력
1993년 J1리그의 우라와 레즈에 입단했다. 1996년까지 53경기에 출전하여, 1득점을 넣었다. 1996년후 현역 은퇴.

## 지도자 경력
2017년 일본 여자 U-20 국가대표팀 감독으로 선임되었다. 2018년 FIFA U-20 여자 월드컵 우승, 2022년 FIFA U-20 여자 월드컵 준우승에 기여했다.
2021년 일본 여자 국가대표팀 감독으로 선임되었다. 2023년 FIFA 여자 월드컵, 2024년 하계 올림픽에 출전했다.